# Festuca wettsteinii
Festuca wettsteinii är en gräsart som beskrevs av Jean Jacques Vetter. Festuca wettsteinii ingår i släktet svinglar, och familjen gräs. Inga underarter finns listade i Catalogue of Life.